# Дамянов, Сава
Са́ва Дамя́нов (серб. Сава Дамјанов, родился 29 сентября 1956 год, Нови-Сад, Югославия) — сербский писатель, литературный критик и литературовед.

## Биография

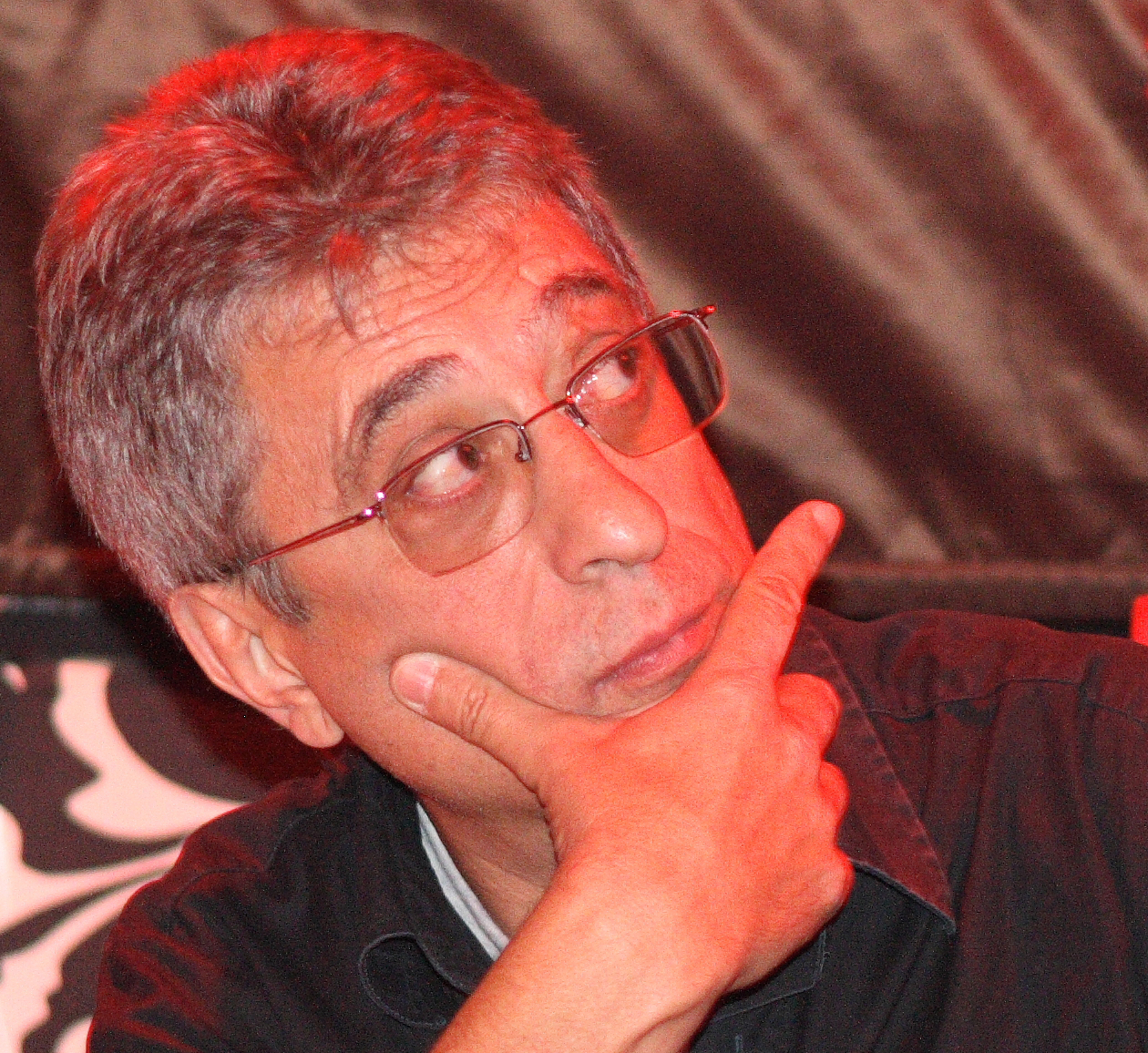
Сава Дамянов

Окончил философский факультет Нови-Садского университета (сербско-хорватский язык и литература), магистр (1986) и доктор философии (1996) в том же университете (его наставником был академик Милорад Павич). На факультете философии в Нови-Саде работал качестве адъюнкт-профессора истории сербской литературы преподавал сербскую литературу XIX века и современности. Он преподавал на кафедре славистики университета Тюбингена (Германия), провёл лекции в университетах Берлина, Галле, Трира, Регенсбурга, Гёттингена, Кракова, Вроцлава, Гданьска, Любляны и Скопье.

## Творчество
Выступал в художественной прозе, критике, истории литературы. Научные исследования Савы Дамянова направлены прежде всего на изучение фантастической литературы, эротические и экспериментальные тенденции в сербской традиции, постмодернизм и компаративистику. В 1990-х годах редактировал журнал о мировой литературе «Pismo» и журнал «Sveti Dunaj», посвященный среднеевропейской культуре.
Помимо многочисленных статей в периодических изданиях, опубликовал следующие книги :
- Истраживање савршенства (роман), Београд 1983;
- Граждански еротикон (антологија), Ниш 1987;
- Корени модерне српске фантастике (студија), Нови Сад 1988;
- Колачи, обмане, нонсенси (приче), Београд 1989;
- Шта то беше млада српска проза? (есеји и критике), Београд 1990;
- Причке (проза), Београд 1994;
- Нова (постмодерна) српска фантастика (антологија), Београд 1994;
- Кодер: историја једне рецепције (студија), Београд 1997;
- Повести различне: лирске, епске, но највише неизрециве (приче), Нови Сад 1997;
- Глосолалија (изабране и нове приче), Нови Сад 2001;
- Ново читање традиције (књижевноисторијски огледи), Нови Сад 2002;
- Ремек-делца (2005);
- Ерос и По(р)нос (2006);
- Апокрифна историја српске (пост)модерне (2008);
- Историја као aпокриф (2008).
- Порно-литургија архиепископа Саве (приче), Нови Сад-Зрењанин 2010.
- Дамјанов: Српска књижевност искоса (изабрани књижевноисторијски и књижевнокритички радови), књиге 1–6, „Службени гласник“, Београд 2011–2018
- Итика Јерополитика@Вук (роман), Нови Сад–Зрењанин 2014.
- Also sprach Damjanov (изабрани интервјуи са коментарима), Зрењанин 2019.
- Дамјанов: Искони бѢ слово (изабрана проза), књиге 1–4, „Агора“, Нови Сад 2018–2021.

Книги Савы Дамянова были переведены на английский, французский, немецкий, русский, польский, венгерский, словацкий, болгарский, словенский и македонский языки, представлены в нескольких антологиях современной сербской прозы.